# ブルー・ミッチェル
ブルー・ミッチェル（Blue Mitchell、1930年3月13日 – 1979年5月21日）は、アメリカ合衆国のジャズ・トランペット奏者。伸びのあるクリアーな音色でハード・バップ期に人気を集める。バンドリーダーやサイドマンとして、リバーサイドやブルー・ノート、メインストリームといったレーベルに多くの録音を残した。

## 略歴
フロリダ州マイアミ出身。ハイスクールでトランペットを始める。「ブルー」というあだ名も当時に遡る。ハイスクールを卒業すると、ポール・ウィリアムズやアール・ボスティック、チャック・ウィリスらのリズム・アンド・ブルースのバンドで演奏した。マイアミに戻ってからキャノンボール・アダレイに見出され、1958年にアダレイと共演してニューヨークのリバーサイド・レコードへの録音に参加した。その後はジュニア・クック（テナー・サクソフォーン）やジーン・テイラー（ダブルベース）、ロイ・ブルックス（ドラム）とともに、ホレス・シルヴァー・クィンテットに入団する。1964年にピアニストに新人チック・コリアを、また当時病気中のブルックスに代わってドラマーに若手のアル・フォスターを迎え、クックやテイラーを引き連れて自らのクィンテットを結成してブルーノート・レコードに多数の録音を行なったが、1969年に解散した。その後は1971年までレイ・チャールズのツアーに同行した。
1971年から1973年までジョン・メイオールと共演し、アルバム『ジャズ・ブルース・フュージョン』にも参加した。1970年代半ばからは、ソウルミュージック、ロック、ファンクといったジャンルでセッションマンとして録音や演奏に携わり、ルイ・ベルソンやビル・ホルマン、ビル・ベリーのビッグ・バンドや、トニー・ベネットやレナ・ホーンらのソリストと共演した。ルー・ドナルドソンやグラント・グリーン、フィリー・ジョー・ジョーンズ、ジャッキー・マクリーン、ハンク・モブレー、ジョニー・グリフィン、アル・コーン、デクスター・ゴードン、ジミー・スミスらのリーダー・アルバムにも参加している。活動の幅を広げる一方で、晩年までテナー・サックスのハロルド・ランド・クィンテットと従来のハード・バップ・スタイルの演奏を続けたが、1979年5月に癌のためロサンジェルスにて49歳で死去。
来日経験があり日野皓正と交流があった。
他の共演者はウィントン・ケリー、サム・ジョーンズ、ベニー・ゴルソン、アート・ブレイキー、ポール・チェンバース、チック・コリア、レオ・ライト、ジョー・ヘンダーソン、ハービー・ハンコック、ハロルド・メイバーン、ジュリアン・プリースター、ペッパー・アダムス、シダー・ウォルトン、マッコイ・タイナー等が挙げられる。

## ディスコグラフィ

### リーダー・アルバム
- 『ビッグ6』 - Big6 (1958年、Riverside)
- 『ゲット・ゾウズ・エレファンツ・アウタ・ヒア』 - Get Those Elephants Out'a Here (1958年、MetroJazz) ※with レッド・ミッチェル、ホワイティ・ミッチェル、アンドレ・プレヴィン
- 『アウト・オブ・ザ・ブルー』 - Out of the Blue (1959年、Riverside)
- 『ブルー・ソウル』 - Blue Soul (1959年、Riverside)
- 『ブルーズ・ムーズ』 - Blue's Moods (1960年、Riverside)
- Smooth As the Wind (1960年、Riverside)
- 『ア・シュア・シング』 - A Sure Thing (1962年、Riverside)
- 『ザ・カップ・ベアラーズ』 - The Cup Bearers (1962年、Riverside)
- 『ザ・シング・トゥ・ドゥ』 - The Thing to Do (1964年、Blue Note)
- 『ダウン・ウィズ・イット』 - Down with It! (1965年、Blue Note)
- 『ブリング・イット・ホーム・トゥ・ミー』 - Bring It Home to Me (1966年、Blue Note)
- 『ボス・ホーン』 - Boss Horn (1966年、Blue Note)
- 『ヘッズ・アップ』 - Heads Up (1967年、Blue Note)
- Collision in Black (1968年、Blue Note)
- 『バンツー・ヴィレッジ』 - Bantu Village (1969年、Blue Note)
- 『ブルー・ミッチェル』 - Blue Mitchell (1971年、Mainstream)
- 『ヴァイタル・ブルー』 - Vital Blue (1972年、Mainstream)
- 『ブルース・ブルース』 - Blue's Blues (1972年、Mainstream)
- 『ザ・ラスト・タンゴ＝ブルース』 - The Last Tango = Blues (1973年、Mainstream)
- 『グラフィティ・ブルース』 - Graffiti Blues (1973年、Mainstream)
- 『メニー・シェイズ・オブ・ブルー』 - Many Shades of Blue (1974年、Mainstream)
- Stratosonic Nuances (1975年、RCA)
- Funktion Junction (1976年、RCA)
- 『哀愁のアンダルシア』 - African Violet (1977年、ABC)
- Mapenzi (1977年、Concord Jazz) ※with ハロルド・ランド
- 『ステイブル・メイツ』 - Stablemates (1977年、Candid)
- 『サマー・ソフト』 - Summer Soft (1977年、Impulse!)
- 『ステップ・ライトリー』 - Step Lightly (1980年、Blue Note) ※1963年録音

## 註釈
1. 1 2  Allmusic Biography